# Pearson's Square
Pearson's Square è il sessantunesimo album in studio del chitarrista statunitense Buckethead, pubblicato il 24 ottobre 2013 dalla Hatboxghost Music.

## Descrizione
Trentunesimo disco appartenente alla serie "Buckethead Pikes", Pearson's Square è il terzo dei quattro album pubblicati dal chitarrista nel mese di ottobre 2013. Prima di esso erano stati pubblicati infatti Feathers e Mannequin Cemetery, pubblicati rispettivamente il 4 e il 5 ottobre.

## Tracce
Musiche di Buckethead.
1. Pearson's Square – 5:50
2. Eagle's Nest – 6:29
3. Eagle's Flight – 11:42
4. Hearts Delight – 9:39

## Formazione
- Buckethead – chitarra, basso
- Dan Monti – produzione, missaggio, programmazione
- Albert – produzione